# 鬼の架け橋

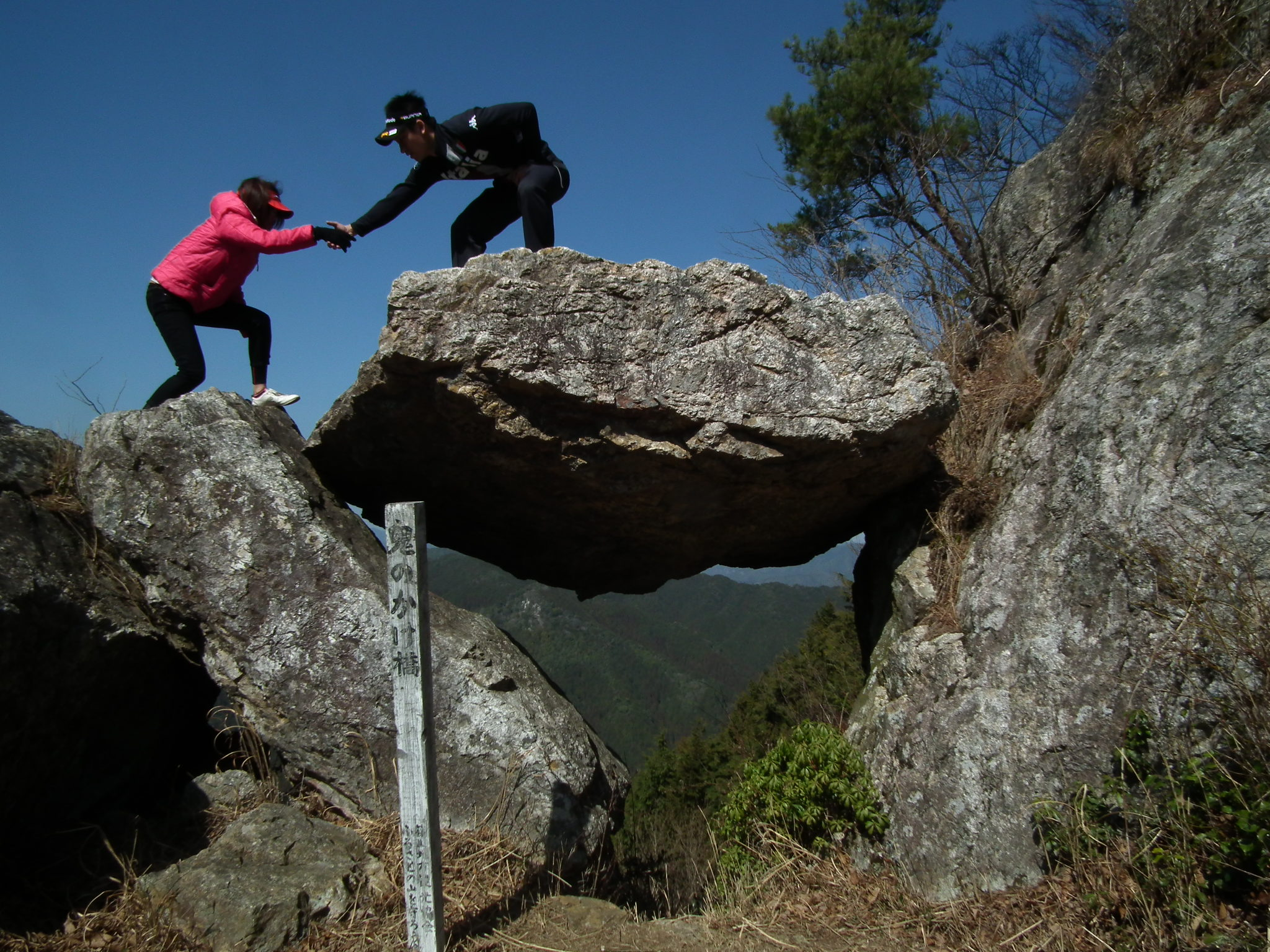
鬼の架け橋と岩上に登る観光客

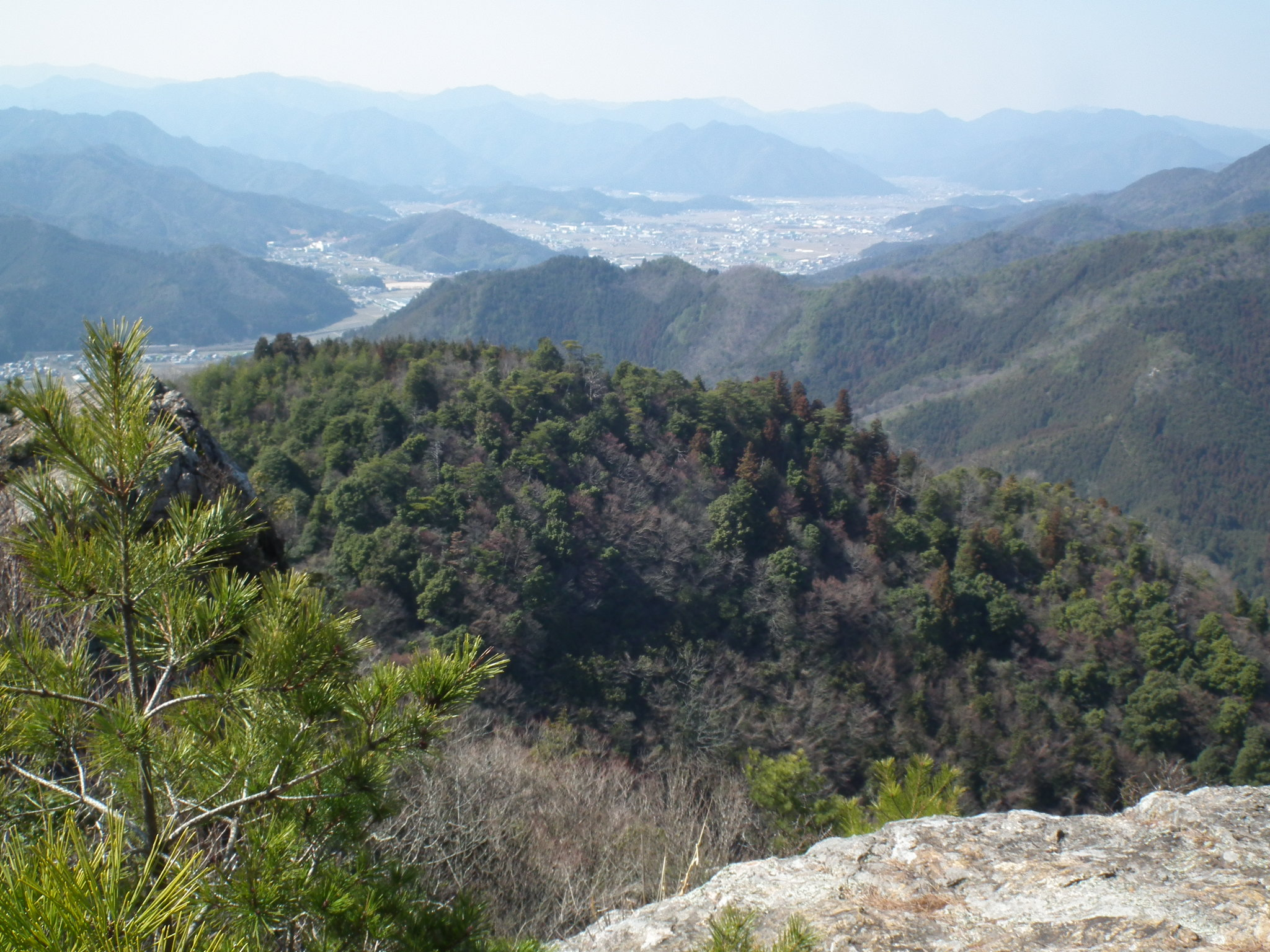
鬼の架け橋から見る柏原・氷上

鬼の架け橋（おにのかけはし）とは、兵庫県丹波市と同県丹波篠山市の市境金山山頂付近に存在する、岩石が橋梁状になった奇勝。

## 概略
兵庫県丹波市と丹波篠山市の市境の金山山頂付近、いわゆる鐘ケ坂峠に存在する自然石でできた奇勝で、2つの大岩の間に別の岩が倒れ込み、あたかも橋梁のような形状をなしている。このため、古くから大江山の鬼が架けた橋であるという民話が語り伝えられ、この構造物自体の名前になっているが、実際には15世紀中頃、地震により崩落した岩が偶然にこのような形状になったのであろうと考えられている。周囲には、この岩のみならず、いくつもの巨岩が累々と横たわり、岩上に立てば北から西の展望が開け、遠く丹波市の市街や周囲の山々、鐘ケ坂峠などが遠望できる。

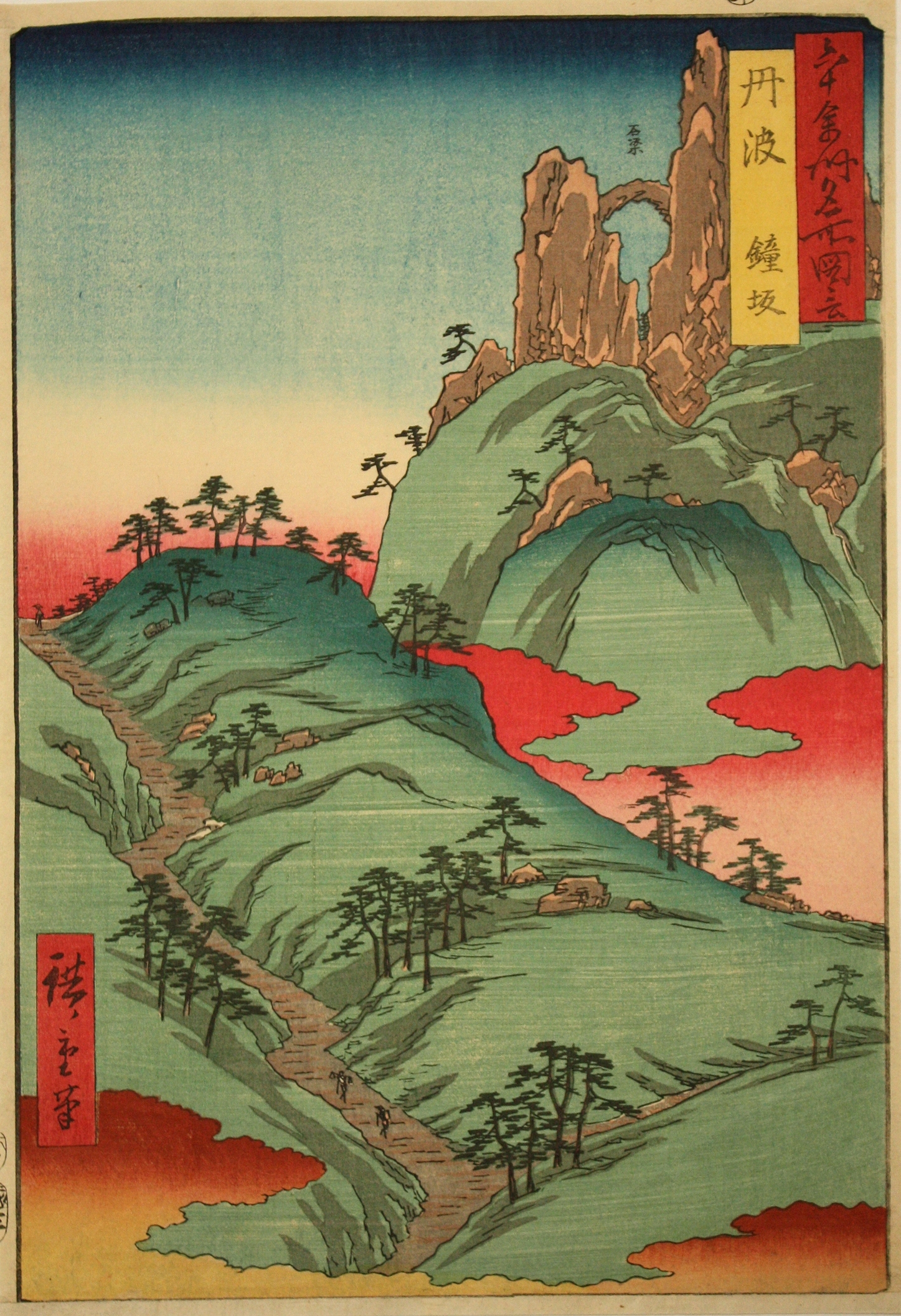
歌川広重の筆による鐘坂と鬼の架け橋

古くから奇勝として知られ、たびたび文人墨客が訪れており、歌川広重が描いた浮世絵「六十余州名所図会 鐘坂」にもその姿が描かれている。
周辺には明智光秀が丹波に侵攻した際、篠山の波多野秀治の本拠地八上城と丹波の赤井直正の本拠地黒井城の連携を断つため築いたとされる金山城の遺構が見られる。
山頂付近の物体ではあるが、丹波市側の地形は切り立った崖になっており、周囲に視界をさえぎる樹木もないため、丹波市側からであれば山麓を通っている国道176号からもその存在は遠望できる。

## ギャラリー

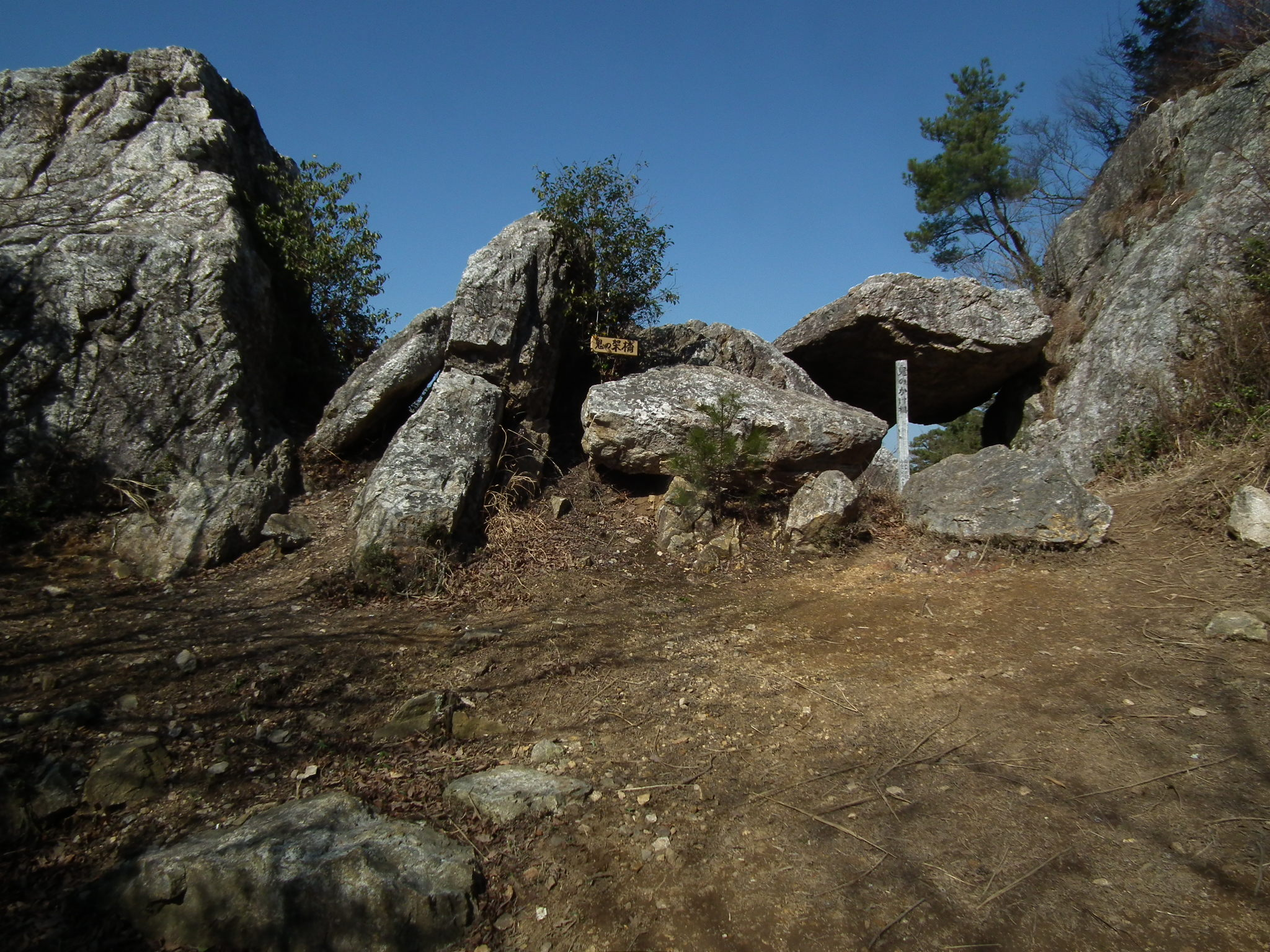
鬼の架け橋奇岩群
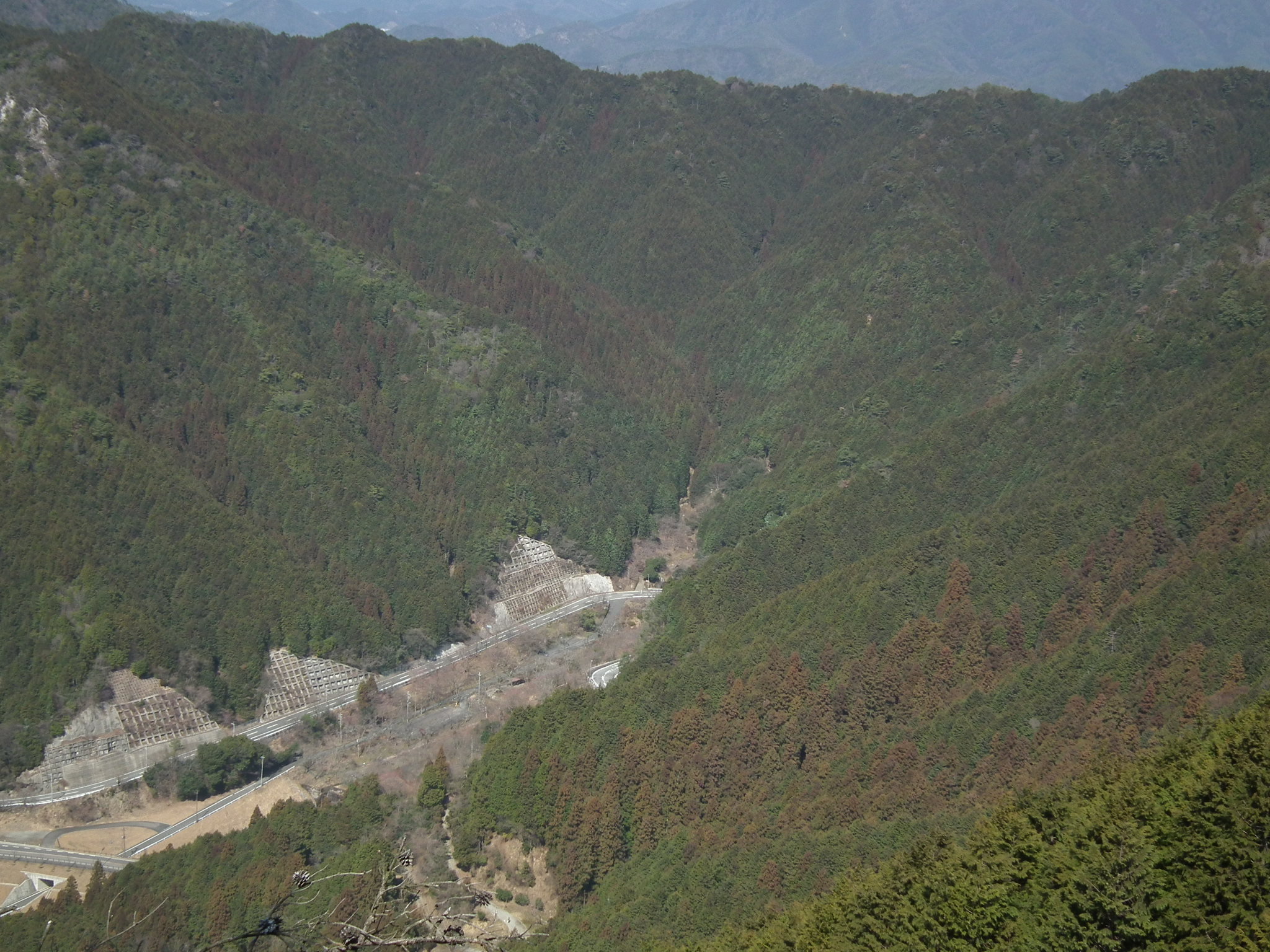
鐘ケ坂峠（北側の眺望）
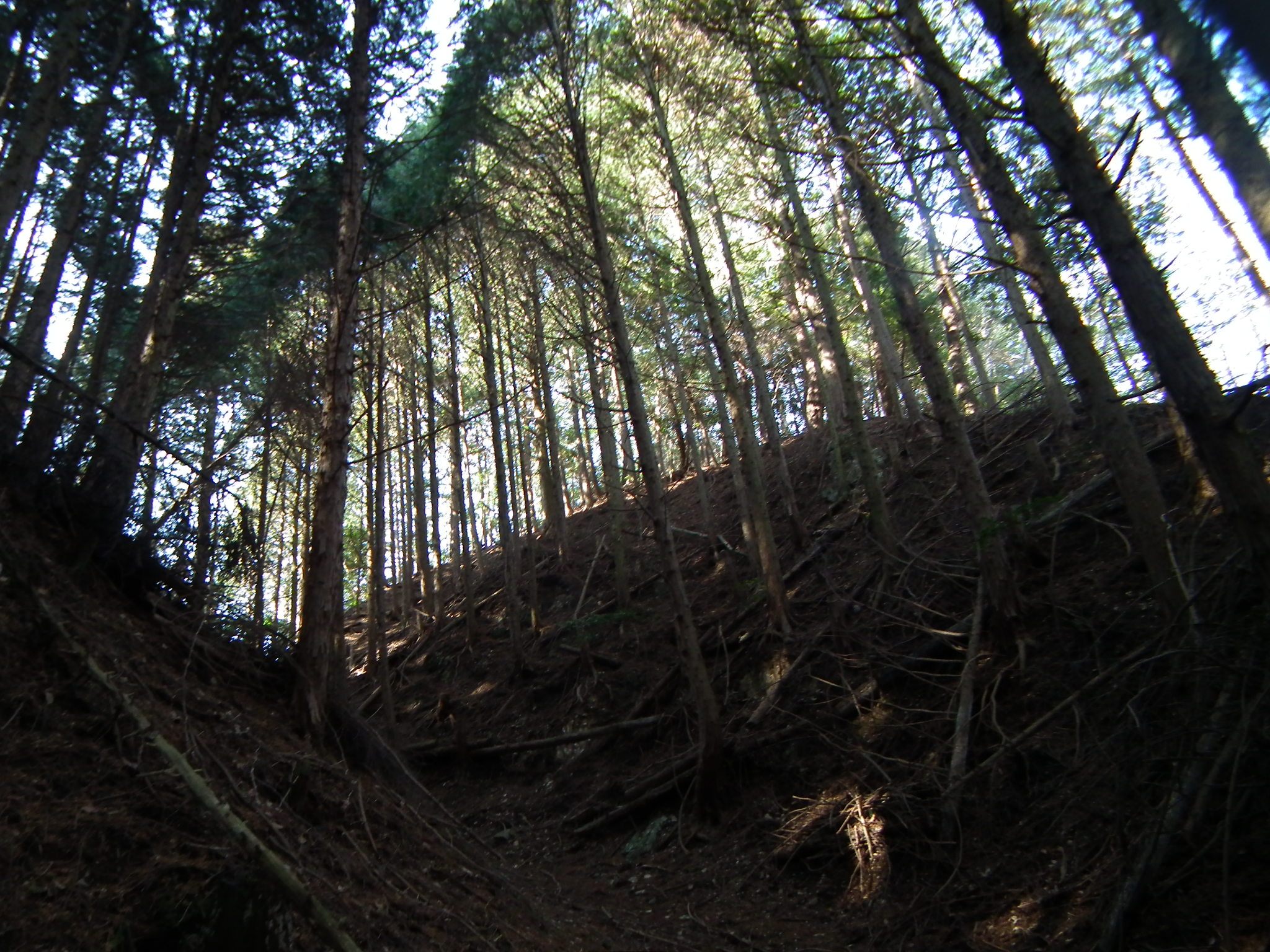
金山登山道として現存する古の鐘ケ坂峠